# Braunlage
Braunlage er en by i delstaten Niedersachsen i Tyskland. Byen har 5.854 indbyggere (2018-12-31). Braunlage ligger inde midt i Harzen, hvor Bundesstraße B4 fra Braunschweig til Nordhausen krydses af vej B27 fra Blankenburg til Göttingen.
Braunlage ligger for foden af bjerget Wurmberg, der er det næsthøjeste bjerg i Harzen og det højeste punkt i Niedersachsen. Adgang til bjerget fra Braunlage kan ske med svævebanen Wurmbergseilbahn.